# Йошкар-Олинський міський округ
Йошка́р-Оли́нський міський округ (рос. Йошкар-Олинский городской округ) — адміністративна одиниця Республіки Марій Ел Російської Федерації.
Адміністративний центр — місто Йошкар-Ола.

## Історія
Станом на 2002 рік до складу Йошкар-Олинської міської ради входили Кокшайська сільська рада, Кундиська сільська рада, Куярська сільська рада, Семеновська сільська рада, Сидоровська сільська рада та селище Аеропорт. Пізніше Кокшайська сільська рада була передана до складу Звениговського району, Кундиська та Сидоровська (окрім селища Нолька) сільські ради і селище Аеропорт увійшли до складу Медведевського району. З утворенням міського округу Семеновська сільська рада була ліквідована.

## Населення
Населення району становить 282797 осіб (2019, 259256 у 2010, 281165 у 2002).

## Склад
До складу міського округу входять 11 населених пунктів:
| Населений пункт         | Населення, осіб (2002) | Населення, осіб (2010) |
| ----------------------- | ---------------------- | ---------------------- |
| Акшубіно, присілок      | 48                     | 36                     |
| Апшакбеляк, присілок    | 27                     | 28                     |
| Данилово, присілок      | 874                    | 776                    |
| Ігнатьєво, присілок     | 110                    | 100                    |
| Йошкар-Ола, місто       | 256719                 | 248782                 |
| Кельмаково, присілок    | 82                     | 98                     |
| Нолька, селище          | 475                    | 468                    |
| Савино, присілок        | 1566                   | 1542                   |
| Семеновка, село         | 6982                   | 6495                   |
| Шоя-Кузнецово, присілок | 582                    | 575                    |
| Якимово, присілок       | 328                    | 356                    |